# Камчиха
Камчиха — посёлок в Кургане. Расположен к востоку от центра города, рядом железнодорожная станция Камчиха.
Расстояние до центра города — 4,7 км.

## Географическое положение
Границы микрорайона: с северо-востока — железная дорога, с юга, юго-запада и северо-запада — река Камчиха (старица Тобола), с востока и юго-востока — дачи садоводческого некоммерческого товарищества «Камчиха» (с 27 сентября 1989 года).
Расстояние до ближайших микрорайонов:
- Смолино — 1,1 км к юго-западу от Камчихи
- Затобольный — 0,3 км к северо-востоку от Камчихи, через железную дорогу, прямого автомобильного сообщения нет.

Застроена домами частного сектора.

## История
Камчиха образовалась, как посёлок при станции для железнодорожников.
Причём это место было выбрано не случайно. Камчиха — это важный разъезд перед Курганом, на этой станции были всегда нужны рабочие руки. Впоследствии микрорайон был присоединён к городу Кургану, и в данное время разрастается за счёт пригородных дач.
В 1909 году население разъезда Камчиха Мало-Чаусовской волости Курганского уезда Тобольской губернии составляло 16 чел.
По данным переписи 1926 года на ж.д. разъезде Камчиха, находившемся в Глинском сельсовете Курганского района Курганского округа Уральской области РСФСР проживало 23 чел., все русские.
6 августа 1979 года Глинский сельсовет передан в административное подчинение Октябрьского райисполкома города Кургана. 1 декабря 1991 года Октябрьский район упразднён. 1 февраля 1997 года Глинский сельсовет упразднён.
Связи с пожаром 7 мая 2023 года посёлок полностью сгорел.

## Инфраструктура
Связь с центром города осуществляется через железнодорожную станцию Камчиха, которая у местных жителей не пользуется популярностью. Из-за плохого качества единственной дороги, связываемой микрорайон с центром города, в Камчиху не пускают маршрутный автобус.
В связи с тем, что посёлок расположен в пойме реки Тобол, он попадает в зону подтопления.